# Bouessay
Bouessay ist eine französische Gemeinde mit 718 Einwohnern (Stand: 1. Januar 2022) im Département Mayenne in der Region Pays de la Loire in Frankreich. Sie gehört zum Arrondissement Château-Gontier und zum Kanton Meslay-du-Maine. Die Bewohner werden Bouesséens und Bouesséennes genannt.
Die Gemeinde erhielt 2022 die Auszeichnung „Eine Blume“, die vom Conseil national des villes et villages fleuris (CNVVF) im Rahmen des jährlichen Wettbewerbs der blumengeschmückten Städte und Dörfer verliehen wird.

## Geographie
Bouessay liegt etwa 38 Kilometer südöstlich von Laval in der historischen Provinz Maine Die Gemeinde befindet sich am östlichen Rand des Départements an der Grenze zum benachbarten Département Sarthe. Umgeben wird Bouessay von den Nachbargemeinden Saint-Loup-du-Dorat im Norden und Nordwesten, Auvers-le-Hamon im Norden und Osten, Sablé-sur-Sarthe im Süden und Osten sowie Saint-Brice im Westen und Südwesten.

## Einwohnerentwicklung
| Jahr                       | 1962 | 1968 | 1975 | 1982 | 1990 | 1999 | 2006 | 2019 |
| Einwohner                  | 346  | 324  | 324  | 540  | 568  | 563  | 746  | 729  |
| Quellen: Cassini und INSEE |      |      |      |      |      |      |      |      |

## Sehenswürdigkeiten

Kirche Saint-Martin

- Kirche Saint-Martin